# Allsvenskan i ishockey 1991
Allsvenskan i ishockey 1991 spelades mellan de två bästa lagen från respektive grundserie i Division 1 1990/1991 samt de två sämst placerade lagen i grundserien i Elitserien 1990/1991 (Leksand och Västra Frölunda). De två främsta lagen gick vidare till Allsvenska finalen. Lag 3–4 till Playoff 3 och lag 5–8 till Playoff 2. De två sista lagen var färdigspelade för säsongen och kvalificerade för Division I nästa säsong.
Inför seriestarten var Leksand favoriter, men inte alla trodde på Västra Frölunda som gjort en svag insats under hösten. Serien började dock med att Västra Frölunda besegrade Björklöven hemma med tydliga 8–3. Leksand startade sämre och det ledde till att man sparkade sin tränare Christer Andersson och ersatte honom med Bengt "Fisken" Ohlson. Med Fisken i ledningen förlorade Leksand inte någon mer match under resten av serien. Det räckte dock inte för serieseger. Västra Frölunda vann och Leksand kom på andraplatsen och de båda lagen från Elitserien tog alltså platserna i den Allsvenska finalen.

## Tabell
| Nr | Lag                      | S  | V  | O | F  | GM | IM  | MS  | P  |
| -- | ------------------------ | -- | -- | - | -- | -- | --- | --- | -- |
| 1  | Västra Frölunda HC       | 18 | 13 | 2 | 3  | 82 | 51  | +31 | 28 |
| 2  | Leksands IF              | 18 | 10 | 6 | 2  | 67 | 44  | +23 | 26 |
| 3  | Huddinge IK              | 18 | 10 | 3 | 5  | 78 | 64  | +14 | 23 |
| 4  | IF Björklöven            | 18 | 9  | 3 | 6  | 66 | 50  | +16 | 21 |
| 5  | Mora IK                  | 18 | 8  | 3 | 7  | 80 | 50  | +30 | 19 |
| 6  | IK Vita Hästen           | 18 | 7  | 4 | 7  | 59 | 64  | −5  | 18 |
| 7  | IF Mölndal Hockey        | 18 | 7  | 3 | 8  | 60 | 67  | −7  | 17 |
| 8  | Team Boro HC             | 18 | 4  | 4 | 10 | 49 | 66  | −17 | 12 |
| 9  | Skellefteå HC            | 18 | 2  | 7 | 9  | 44 | 57  | −13 | 11 |
| 10 | Rosersberg/Arlanda HC 73 | 18 | 2  | 1 | 15 | 52 | 114 | −62 | 5  |

## Allsvenska finalen
Den allsvenska finalen spelades mellan Västra Frölunda HC och Leksands IF. Leksand vann med 3–1 i matcher. Därmed gick laget till Elitserien och Västra Frölunda till Kvalserien (som man vann och gick upp till Elitserien).

### Matcher
- Västra Frölunda HC–Leksands IF 3–6 (1–3, 1–2, 1–1) publik 9 863
- Leksands IF–Västra Frölunda HC 2–1 (1–0, 0–1, 1–0) publik 5 108
- Västra Frölunda HC–Leksands IF 8–2 (3–0, 4–0, 1–2) publik 10 342
- Leksands IF–Västra Frölunda HC 5–1 (3–0, 1–0, 1–1) publik 5 866